# Omar Catunda
Omar Catunda (Santos, 23 de setembro de 1906 — Salvador, 12 de agosto de 1986) foi um matemático, professor e educador brasileiro.
Catunda foi um dos grandes matemáticos do século XX no Brasil. Teve papel central na consolidação de uma mentalidade de pesquisa e ensino de Matemática.

## Biografia
Catunda nasceu em 1906, em Santos, no litoral paulista. Filho dos cearenses Thomaz Catunda e Maria Lima Verde Catunda, Omar foi o décimo filho de um total de catorze. Seu pai era médico e sua mãe era bastante culta, gostando em particular da literatura francesa clássica e romântica, enquanto seu bisavô paterno, Joaquim Catunda, fora senador republicano e professor concursado de alemão em Fortaleza.
Cursou o Grupo Escolar Cesário Bastos onde admitiu que não era um bom aluno. Ao estudar no Liceu Comercial, já aos doze anos, distinguiu-se em
Português e Matemática. Depois cursou as duas últimas séries da Escola de Comércio José Bonifácio. Em 1922, foi para o Rio de Janeiro, onde se preparou para os exames parcelados do Colégio Pedro II. Os outros exames parcelados foram prestados no Ginásio da Capital do Estado de São Paulo. Sua preparação constou de estudos autodidáticos, com onze horas diárias, com exceção do Latim. Das matérias estudadas, a que mais lhe agradou foi o estudo da Geometria, tomando como livro-texto a obra Geometria Elementar de Comberrousse.
Em 1925, passou em primeiro lugarno exame vestibular da Escola Politécnica da Universidade de São Paulo (USP). O primeiro ano do curso
de engenharia era chamado Curso Preliminar. Dominando a geometria do espaço, não teve dificuldades no estudo da Geometria Descritiva. Na disciplina “Complementos de Matemática”, teve seus primeiros contatos com o Cálculo Diferencial Integral, ocasião em que teve contato com o
professor Theodoro Augusto Ramos, que posteriormente orientou seus estudos superiores em Matemática. Foi o ganhador do Prêmio Cesário Motta,
uma medalha de ouro conferida ao melhor aluno do Curso Preliminar.

## Carreira
Em 1930 formou-se engenheiro e em 1933 candidatou-se à cátedra de "Complementos de Geometria Analítica, Nomografia e Cálculo Diferencial e Integral"  na Escola Politécnica da USP, mas não teve êxito. O outro candidato acabou assumindo o lugar, após longa batalha jurídica, em 1938, e Catunda foi trabalhar como engenheiro da Prefeitura de Santos, mas logo seria contratado pela Faculdade de Filosofia, Ciências e Letras da USP, como assistente do italiano Luigi Fantappiè, na disciplina Análise Matemática. A partir de 1934 Catunda colaborou intensamente com Fantappiè para a implantação da Subseção de Matemática da Faculdade de Filosofia, Ciências e Letras (futuro Instituto de Matemática e Estatística) da USP.
Sob a orientação de Fantappié, iniciou estudos sobre a Teoria dos Funcionais Analíticos e, entre 1938 e 1939, realiza estudos de pós-graduação na Universidade de Roma, sobre esse tema. Dessa viagem resulta seu trabalho Un teorema sugl'insiemi che si reconnette alla teoria dei funzionali analitici publicado nos Rendiconti dell'Accademia Nazionale dei Lincei.
De volta ao Brasil, é nomeado, interinamente, professor responsável pela cadeira de Análise Matemática e Superior, substituindo Fantappiè, que,  como vários italianos residentes no Brasil, tinha retornado à Itália em 1939, após a invasão da Polônia pela Alemanha e o início da Segunda Guerra Mundial. Entre 1945 e 1947, a cátedra que fundada por Luigi Fantappiè passa a ser ocupada pelo francês André Weil. Em 1947 Weil aceita uma posição em Chicago e, em pouco tempo, realizam-se concursos para preenchimento das cátedras de Matemática da Faculdade de Filosofia, Ciências e Letras da Universidade de São Paulo.
Catunda tornou-se catedrático da disciplina Análise Matemática, ao defender a tese Sobre os fundamentos da teoria dos funcionais analíticos. Logo foi nomeado Chefe Subseção de Matemática da Faculdade de Filosofia, Ciências e Letras da USP, função que exerceria por muitos anos. Em 1942, apresentou o trabalho Sobre os sistemas de equações de variações totais, em mais de um funcional incógnito, publicado nos Anais da Academia Brasileira de Ciências, XIV (1942) p. 1090. Por essa época Catunda alarga o campo de seus estudos, extravasando da Matemática italiana da época. Estuda Topologia no texto de Pavel Alexandrov, Álgebra no texto de Van der Waerden, sendo dos primeiros brasileiros a fazê-lo. Reflexos disso aparecem em sua tese Sobre os fundamentos da teoria dos funcionais analíticos, apresentada em 1944 para concurso à cadeira de Análise Matemática na Faculdade de Filosofia, Ciências e Letras.
Em 1946, obteve uma bolsa de estudos da Fundação Rockefeller e foi para a Universidade Princeton, onde teve cursos com Emil Artin, N. Cramer, Heinz Hopf, Hermann Weyl e John von Neumann.

## Retorno ao Brasil
Em 1947, depois de finalizar seus estudos em Princeton, retornou a São Paulo, onde se engajou na campanha em defesa do petróleo brasileiro, chegando a ser presidente do Centro de Estudos e Defesa do Petróleo. É também candidato a deputado estadual, apoiado pelos comunistas e petebistas, mas sua candidatura é impugnada pela justiça eleitoral, pois Catunda, embora militante, não se filiara ao Partido Comunista Brasileiro. Criticava o governo Vargas pelo descaso com a educação do povo brasileiro. Segundo Catunda, o governo havia resolvido "democratizar o ensino secundário, sem perceber, ou fingindo não perceber, que não havia material humano para fazer essa democratização com a necessária seriedade". Por essa razão, os estudantes chegavam despreparados às universidades. Omar Catunda também defendia o aumento dos investimentos em cursos superiores, para formar bons professores e assim melhorar o ensino secundário.
No início da década de 1960, foi convidado pelo reitor Edgard Santos para assumir a direção do Instituto de Matemática e Física da Universidade Federal da Bahia, em Salvador, mas a princípio recusa, alegando estar bem estabelecido em São Paulo. Todavia, em 1962, Catunda tem sua vida pessoal transtornada, enquanto seu casamento com a musicista Eunice Katunda chega ao fim. "Em 1962, minha vida particular entrou em crise e eu resolvi mudar de ambiente (…) Deixei a família (…) e vim para Salvador (…) Já havia tido por correspondência, de Arlete Cerqueira Lima, a garantia de que ocuparia o cargo de diretor do Instituto de Matemática e Física…".
Assim, ao se aposentar como professor da USP,  partiu para Salvador, assumindo, em setembro de 1963, a diretoria do Instituto de Matemática e Física da Universidade Federal da Bahia (IMFUFBa), em substituição a Rubens Lintz. Exercerá as funções de professor e diretor do Instituto até 1969. Depois da reforma universitária de 1968, tornou-se professor titular e coordenador do Mestrado do Instituto de Matemática da UFBA, até sua aposentadoria compulsória, em 1976.
Omar Catunda foi um dos principais representantes e divulgadores da escola matemática implantada na Universidade de São Paulo por Fantappiè.

## Relevância
Com o seu livro Curso de Análise Matemática, deu uma importante contribuição à modernização do ensino de Cálculo e de Análise Matemática na USP, na UFBA e em outras universidades, já que praticamente não havia, na época, livros de cálculo ou análise em língua portuguesa, justamente no período em que a matemática estava se modernizando nas universidades brasileiras. Sua preocupação em atualizar as várias edições posteriores do livro, fez com que a obra fosse utilizada até os dias atuais.
Foi professor de físicos renomados como Mário Schenberg, Marcelo Damy, Abraão de Morais, Jean Meyer e Roberto Salmeron e de matemáticos como: Carlos Benjamin de Lyra, Luiz Henrique Jacy Monteiro e Alexandre Augusto Martins Rodrigues, entre muitos outros.

## Morte
Catunda morreu em 12 de agosto de 1986, em Salvador, aos 79 anos.

## Principais obras publicadas
Os trabalhos publicados por Catunda não foram muitos, mas estiveram entre os primeiros resultados originais das pesquisas sobre a teoria dos funcionais analíticos de Fantappiè realizadas no Brasil e publicados em revistas especializadas internacionais.
- Un teorema sugl'insiemi che si reconnette alla teoria dei funzionali analitici (separata dos Resoconti dell'Accademia Nazionale dei Lincei), XXIX (1939) p. 15.
- Sui Sistemi di Equazioni alle Variazioni Totali in Più Funzionali Incogniti. Atti della Reale Accademia d’Italia Roma, Roma, 1941.

### Obras didáticas
- Ensino Atualizado da Matemática 2° Ciclo (com Martha Maria de Souza Dantas), 3 v. Ao Livro Técnico, 1971
- Curso de Análise Matemática, 7 v. Bandeirantes, 1954 (primeiro livro moderno de Análise Matemática escrito no Brasil, a partir do curso de Análise Matemática ministrado por Fantappiè, na Universidade de São Paulo).